# 善重寺 (水戸市)
善重寺（ぜんじゅうじ）は、茨城県水戸市にある真宗大谷派の寺院。善重寺（ぜんじゅうじ）は、茨城県水戸市にある真宗大谷派の寺院。山号は遍照山(へんじょうざん)、院号は光明院(こうみょういん)である。「坂戸(酒門)の善重寺」とも呼ばれる。

## 歴史
1232年（貞永元年）、善念によって創建された。善念は、親鸞の高弟「二十四輩」の一人である。一説に鎌倉の御家人三浦一門で俗名を「長田義重」という。親鸞（善信）と善念（義重）が寺号の由来と伝える。親鸞の常陸国在住中に茨城郡笠間（現・笠間市）に開基し、間もなくして那珂郡門部（現・那珂市門部）に移り、奥郡の阿波山（現・城里市）で活動した粟門徒に関わり初期真宗教団の一隅を担った。如信 （本願寺2世）・覚如 （本願寺3世）・蓮如 （本願寺8世）の来訪伝承を持つ。 
戦国末期の「石山合戦」で顕如 (本願寺11世)を支援し、さらに常陸国の本願寺勢力を糾合して教如（後の東本願寺12世)とともに戦い続けたため一時退転した。石山合戦和睦の6年後1586年（天正14）、江戸氏治政時代の水戸城下、鷹匠町(現・梅香３丁目)に移るも坊主衆・門徒中の教如派を牽引し続け東本願寺の独立に尽力した。
1602年（慶長7）、徳川家康が教如を取り立て東本願寺が成立する。1609年（慶長14）、２代将軍徳川秀忠の親政下、徳川頼房が水戸藩を領することが決まると、1616年（元和2）に上寺町(現・五軒町)に庇護された。頼房が17歳で就藩する3年前のことである。その後、1643年（寛永20）に頼房へ拝謁し、宣如（東本願寺13世）から同寺の相続安堵を言上している。以降、水戸徳川家と密接な関係を持つ。
2代藩主徳川光圀からも、たびたび法宝物等の寄進を受け、1667年(寛文7)に現在地の坂戸（現・酒門町）へ移転され水戸藩内の真宗寺院の触頭(筆頭格)に任命された。藩の厳しい寺社支配政策の中で格別の外護を受け、光圀自ら就藩中2回、視察に訪れている。なお、現在地は移転前には教線拡張のための同寺の支坊的存在であった道場「坂戸下屋敷」があった。
1679年(延宝7)には一如 (僧)(東本願寺16世)の水戸巡教が成り、その逗留所となるなど、その後約200年間、藩内・隣藩内の寺院・僧侶・門徒の教化拠点となり関東教団の隆盛に努めた。
9代藩主徳川斉昭の排仏政策に対して、藩内の護法に尽くし1849年（嘉永2）、達如(東本願寺20世)より寿像を授与されている。その後、1868年(明治元)の弘道館戦争の兵火で灰燼に帰し、光圀以来の寺観は失ったが法宝物は門徒の協力で難をのがれた。
明治中期より、美術行政家の九鬼隆一の指揮で、寺宝調査に訪れた岡倉天心が光圀寄進の木造聖徳太子立像に魅了され、勝海舟や渋沢栄一・井上円了・横山大観らの中央の政財官学と美術界の560人の賛同を得て門徒とともに伽藍再建をとげた。

## 文化財
- 木造聖徳太子立像（重要文化財 大正4年8月10日指定）[2]
- 絹本著色聖徳太子絵伝(断簡)（水戸市指定文化財 平成23年10月28日指定）[3]
- 絹本著色阿弥陀如来来迎図（水戸市指定文化財 平成23年10月28日指定）[5]

## 交通アクセス
- ＪＲ水戸駅より３㎞・タクシーで約8分
- ＪＲバス・茨交バス「酒門坂上善重寺山道入口」下車１分
- 駐車場完備。